# قسم بالش الريفي (مقاطعة داراب)
قسم بالش الريفي (بالفارسية: دهستان بالش) هي منطقة سكنية تقع في إيران في قسم. يقدر عدد سكانها بـ 10,043 نسمة .